# Kapten Grogg har blivit fet
Kapten Grogg har blivit fet är en animerad film av Victor Bergdahl från 1922. 
Bergdahls första succé blev det då den första filmen om den gamle sjöbjörnen Kapten Grogg – "Kapten Groggs underbara resa" – hade premiär 1916. Filmen var gjord med urklippta pappersdockor som filmades mot en tecknad bakgrund. Totalt skapade Viktor Bergdahl 13 kortfilmer om Kapten Grogg.
En version som tecknad serie av Bergdahl startade 1919 i skämttidningen Kasper. Sjöbjörnen Grogg varken spottade i glaset eller uppförde sig särskilt belevat. 